# Gruta de Sarawak
A gruta de Sarawak, considerada hoje a maior gruta do mundo, foi descoberta em janeiro de 1981 na ilha de Bornéu, no sudeste asiático. Com 700 metros de comprimento, é suficientemente grande para conter 23 campos de futebol. Ao descobri-la, os exploradores britânicos Andy Eavis, Dave Checkley e Tony White tiveram dificuldades para explorá-la, por ser demasiadamente grande para ser iluminada pelas lanternas que traziam, e demoraram cerca de doze horas a explorá-la em toda a sua extensão.
A gruta de Sarawak tem 700 metros de comprimento e uma altura média de 300 metros. A altura do teto vai dos 70 aos 120 metros. Uma das suas galerias subterrâneas tem mais de 75 quilômetros de comprimento. Muitas dessas grutas estão atualmente abertas ao público.
A ilha de Bornéu situa-se na Linha do Equador, pelo que a temperatura é, nesta ilha, sempre razoavelmente elevada. Durante milhões de anos, a água das chuvas infiltrou-se ao longo de uma enorme falha. Esta falha é de calcário, que é uma rocha macia. Uma vez que contém um ácido fraco a água da chuva dissolveu o calcário e formou grutas no interior da montanha.
Embora no interior da gruta seja escuro, úmido e frio, há criaturas que lá vivem, como escorpiões venenosos, caranguejos semitransparentes, aranhas cegas e cobras brancas. Há colónias de morcegos que permanecem pendurados no tecto da gruta durante o dia e se afastam durante a noite para procurar comida. Também há andorinhas, que constroem os seus ninhos na gruta. No interior da gruta também podem ser encontradas centopeias perfeitamente adaptadas à vida no escuridão.